# Stern-palota
A nagyváradi Stern-palota műemlék épület Romániában, Bihar megyében. A romániai műemlékek jegyzékében a BH-II-m-B-01076 sorszámon szerepel.

## Története
A telket egy földszintes házzal 1904-ben vásárolta meg Stern Miklós. Eredetileg Komor Marcell és Jakab Dezső tervezett egy új épületet ide, de az nem valósult meg. A második terv az első felhasználásával ifj. Rimanóczy Kálmán és Rendes Vilmos munkája. A palotát 1905-ben adták át. A ház felújítása 2015 júniusában kezdődött.

## Leírása
A ház homlokzata a lechneri szecesszió stílusjegyeit viseli magán. Az épületet díszítő motívumok, ornamentika a magyar népművészet – a népi varrottasok és a virágmintás, festett ládák – világából származnak. 

## Külső hivatkozások
- Így újult meg a nagyváradi Stern-palota Archiválva 2017. szeptember 14-i dátummal a Wayback Machine-ben – Transindex, 2017. szeptember 12.